# Skarga konstytucyjna (Niemcy)
Skarga konstytucyjna w Niemczech (niem. Verfassungsbeschwerde) – nadzwyczajny środek prawny przewidziany w prawie niemieckim, służący osobie fizycznej lub prawnej do ochrony jej praw podstawowych przed Federalnym Trybunałem Konstytucyjnym, w przypadku ich naruszenia przez organy państwowe lub inną władzę publiczną.

## Historia
Korzenie niemieckiej skargi konstytucyjnej sięgają do Konstytucji Bawarskiej z 26 maja 1818 roku w której § 21 przyznawał prawo do skargi każdemu obywatelowi państwa, jak również gminom. Skargę składano do jednej z dwóch izb, które następnie przedkładały je królowi. Powyższe rozwiązania przyjęte w Bawarii stały się podstawą do powstania skargi konstytucyjnej tego landu z 14 sierpnia 1919 roku. Każdy obywatel oraz osoba prawna z siedzibą w Bawarii miała prawo wniesienia skargi, w momencie gdy zostały naruszone ich prawa konstytucyjne. Po II wojnie światowej skarga konstytucyjna została włączona do konstytucji Bawarii z 1946 r., a następnie umieszczono w 1947 r. do Hesji oraz w 1955 r. w Saarze. Na szczeblu federalnym skarga konstytucyjna została wprowadzona na mocy ustawy o Federalnym Trybunale Konstytucyjnym z 1951 r., uregulowana w art. 90 ust. 1. Do Ustawy Zasadniczej Republiki Federalnych Niemiec z 23 maja 1949 r. (UZ) skargę konstytucyjną włączona do art. 93 ust. 1 w punkcie 4a, dopiero dnia 29 stycznia 1969 r.

## Federalny Trybunał Konstytucyjny
Skarga konstytucyjna stanowi jedną z wielu kompetencji Federalnego Trybunału Konstytucyjnego, którą przyznaję Ustawa Zasadnicza w art. 93 ust. 1 pkt 4a. Trybunał składa się z dwóch samodzielnych oraz mających własne kompetencje senatów. Pierwszy senat dokonuje kontroli konstytucyjności prawa, czyli przyjmowaniem i rozpatrywaniem skarg konstytucyjnych. Drugi senat natomiast rozstrzyga spory federalne. Postanowieniem z 13 października 1959 r. drugi senat zyskał kompetencje rozpatrywania skarg konstytucyjnych, związku z przeciążeniem pierwszego senatu. W ramach każdego z senatów występują izby, w których zasiada po 3 sędziów.

## Zakres podmiotowy
Prawo do skargi konstytucyjnej przysługuje każdemu (jedermann), kto może być podmiotem praw podstawowych lub praw zbliżonych do praw podstawowych. W orzecznictwie i doktrynie niemieckiej pojęcie jedermann przyjmuje najszerszą z możliwych interpretacji, która obejmuje:
- osoby fizyczne
- osoby prawne prawa prywatnego
- osoby prawne prawa publicznego[4].

### Osoby fizyczne jako podmioty prawa do skargi konstytucyjnej
Głównym założeniem skargi konstytucyjnej jest ochrona interesów prawnych jednostki. Oprócz tego część praw podmiotowych z natury jest przypisywana wyłącznie osobom fizycznym np. prawo do godności, prawo do życia, prawo do małżeństwa i rodziny. Ustawa Zasadnicza pozwala jednak na wyróżnienie pewnej kategorii związanej z obywatelstwem, przypisując niektóre z praw:
1. Wszystkim osobom fizycznym niezależnie, czy dana jednostka jest obywatelem Niemiec, innego państwa czy bezpaństwowcem.
2. Tylko obywatelom Niemiec, należą do nich: wolność zgromadzeń, prawo zakładania związków i stowarzyszeń, wolność wyboru miejsca pobytu, prawo swobodnego wyboru zawodu, zakaz pozbawienia niemieckiej przynależności państwowej oraz zakaz ekstradycji obywatela Niemieckiego, równe prawa i obowiązki obywatelskie oraz równy dostęp do piastowania urzędów publicznych, prawa wyborcze[5].

Posiadanie przez jednostkę praw podstawowych lub praw zbliżone do praw podstawowych nie jest równoznaczne ze zdolnością do wniesienia skargi konstytucyjnej, czyli zdolnością procesową.

### Osoby prawne prawa prywatnego
Prawo do skargi konstytucyjnej przyznaje się osobom prawnym prawa prywatnego, przede wszystkim związkom i organizacjom posiadającym według prawa cywilnego osobowość prawną, zdolność do czynności prawnej oraz tym niemającym osobowości prawnej. Są one jednak ograniczone, gdyż:
1. Z natury prawa musi wynikać, że można je odnieść również do osób prawnych, nie tylko do osób fizycznych. Np.: art. 2 ust. 1 – Prawo do swobodnego rozwoju osobistego, art. 5 ust. 1 – Prawo do wyrażania poglądów, art. 9 ust. 3 – Prawo do zakładania organizacji.
2. Odnosi się je do jedynie krajowych osób prawnych prawa prywatnego. Zagraniczne osoby prawne nie mają możliwości dochodzenia naruszeń praw podstawowych[7].

### Osoby prawne prawa publicznego
Osoby prawne prawa publicznego, to państwowe osoby prawne, co kategorycznie uniemożliwia korzystanie im ze skargi konstytucyjnej, gdyż nie przypadają im prawa obywatelskie. Mieszczą się one w ramach pojęcia jedermann jedynie na zasadzie wyjątków, gdy podmioty prawa publicznego wkraczają w stosunki cywilnoprawne. Uprawnienia osób prawnych prawa publicznego do złożenia skargi konstytucyjnej są jeszcze węższe niż w przypadku osób prawnych prawa prywatnego. Występują tylko w przypadku, gdy:
1. Osoby prawne prawa publicznego dochodzą naruszeń praw sądowych.
2. Osoby prawne prawa publicznego szukają ochrony, gdy ich zadaniem jest strzeżenie praw obywateli w ramach przysługującej im autonomii. W tym przypadku Trybunał przyznał prawo do skargi konstytucyjnej tylko powołanym podmiotom:

- Rozgłośniom radia publicznego,
- Uniwersytetom i wydziałom uniwersyteckim,
- Kościołom i wspólnotom kościelnym,
- Posiadających status stowarzyszenia prawa publicznego towarzystwa religijne[8].

## Zakres przedmiotowy
Zakres przedmiotowy skargi konstytucyjnej obejmuje wszystkie przedsięwzięcia władzy, czyli akty władzy publicznej. Z art. 1 ust. 3 UZ wynika, że skarga dotyczy wszystkich działań niemieckiej władzy publicznej zatem może być wniesiona przeciwko:
1. władzy wykonawczej,
2. władzy sądowniczej,
3. władzy ustawodawczej,
4. zaniechaniem którejkolwiek z władz[9].

W Niemczech powstał szeroki model skargi konstytucyjnej, polega on na przyjęciu skargi konstytucyjnej bez ograniczeń w odniesieniu do aktów stosowania prawa i powszechnie obowiązujących aktów normatywnych. Znaczy to, że każdy akt indywidualny, w tym wyrok sądu, decyzja administracyjna i każda norma prawna, jeżeli narusza wolność i prawa konstytucyjne, przy spełnieniu przesłanek formalnych, może stać się przedmiotem skargi konstytucyjnej. Przedmiotowy zakres skargi konstytucyjnej obejmuje:
- konstytucje poszczególnych krajów federalnych,
- umowy międzynarodowe,
- ustawy federalne,
- ustawy krajowe,
- akty administracji publicznej (generalne i indywidualne),
- wyroki sądów powszechnych i administracyjnych,
- orzeczenia sądu konstytucyjnego krajów federalnych,
- zaniechanie władzy wykonawczej,
- zaniechanie władzy sądowniczej,
- zaniechanie ustawodawcy[10].

## Wzorzec kontroli
Zarzut naruszenia prawa jednostki można postawić tylko w przypadku powoływania się na przepisy konstytucyjne. Do katalogu przepisów UZ, których naruszenie może stanowić podstawę skargi konstytucyjnej należą:

### Prawa podstawowe
Prawa jednostki, które mocą konstytucji zobowiązują organy państwowe do ich przestrzegania. Zostały ujęte w rozdziale I UZ, który składa się z 19 artykułów. Katalog praw i wolności:
- Zasada godności – nienaruszalna i niezbywalna,
- Art. 2 ust. 1 – Zasada swobodnego rozwoju osobistego,
- Art. 3 – Zasada równości wobec prawa,
- Art. 4 – Zasada sumienia i wyznania,
- Art. 5 – Wolność wyrażania poglądów,
- Art. 6 – Ochrona wartości rodzinnych,
- Art. 7 – Szkolnictwo,
- Art. 8 – Wolność zgromadzeń i swobody zrzeszania się,
- Art. 9 – Prawa polityczne,
- Art. 10 – Tajemnica korespondencji,
- Art. 11 – Swoboda osiedlania się,
- Art. 12 – Wolność wyboru zawodu,
- Art. 13 – Nienaruszalność mieszkania,
- Art. 14 – Prawo dziedziczenia, wywłaszczenie,
- Art. 15 – Uspołecznienie ziemi, bogactw naturalnych,
- Art. 16 – Prawo do obywatelstwa, zakaz ekstradycji, prawo azylu,
- Art. 17 – Prawo petycji, ograniczenie praw podstawowych osób służących w wojsku,
- Art. 18 – Pozbawienie wyliczonych praw podstawowych,
- Art. 19 – Wyznacza ramy ograniczeń[12].

### Prawa zbliżone do praw podstawowych
Zostały wyliczone w art. 95 ust. 1 pkt 4a UZ, jednak nie znaczy to, że mogą one służyć mechanicznie jako wzorzec kontroli konstytucyjnej. Należy najpierw rozważyć charakter danej normy, aby ustalić czy kształtuje ona prawa jednostki. Katalog:
- Art. 20 ust. 4 – Prawo oporu które przysługuje wszystkim Niemcom w przypadku zagrożenia wobec każdego kto usiłuje obalić porządek konstytucyjny,
- Art. 33 – Uszczegółowione zasady równości,
- Art. 38 – Gwarantuje prawa wyborcze,
- Art. 101 – Zakaz tworzenia sądów wyjątkowych, Niedopuszczalność pozbawienia jednostki sędziego gwarantowanego przez ustawę,
- Art. 103 – Prawo do wysłuchania przez sędziego, Zakaz podwójnej karalności za ten sam czyn,
- Art. 104 – Kwestie związane z pozbawieniem wolności.

W rzeczywistości zakres praw został rozbudowany przez orzecznictwo FTK, poprzez rozszerzenie wykładni art. 2 ust. 1 UZ, stanowiąc podstawę kontroli pozostałe przepisy UZ, których istota zapewnia jednostce swobodę postępowania i działania.

## Przesłanki materialne

### Legitymacja procesowa
Legitymacja procesowa wyznacza, czy dany podmiot jest uprawniony do wniesienia skargi konstytucyjnej. Na materialne przesłanki legitymacji procesowej składają się:

#### Potrzeba ochrony prawa
Podstawą do wniesienia skargi konstytucyjnej, jest wystąpienie po stronie skarżącego, rzeczywistej potrzeby ochrony prawnej. Zatem po stronie skarżącego musi wystąpić naruszenie jego wolności lub praw konstytucyjnych. Naruszenie jest definiowane jako sytuacja, w której uprawnienie podmiotu do korzystania z prawa zostaje ograniczona na skutek bezprawnego zachowania władzy publicznej.

#### Osobisty charakter indywidualny
Mamy z nim do czynienia wtedy, gdy skarżący jest adresatem danego działania lub zaniechania władzy. Niedopuszczalne jest wnoszenie skargi w imieniu osoby trzeciej, tylko osoba której wolność i prawa konstytucyjne zostały naruszone może ich dochodzić. Pod tym względem oceniany jest charakter ingerencji władzy, czy jest on: osobisty i bezpośredni. Z „osobistym” charakterem stykamy się, gdy akty władzy publicznej, wkraczają w sferę praw i interesów skarżącego. „Bezpośredniość” przyporządkowuje się, uszczerbkowi który jest rezultatem działania lub zaniechania władzy publicznej.

### Przyjęcie skargi
Istnienie legitymacji procesowej po stronie skarżącego nie jest gwarancją merytorycznego rozpatrzenia skargi konstytucyjnej. Skarga musi zostać zatwierdzona przez FTK do merytorycznego rozpatrzenia, wymaga to spełnienia dalszych przesłanek materialnych:

#### Posiadanie „zasadniczego prawnokonstytucyjnego znaczenia”
Oznacza to, że dla rozstrzygnięcia skargi konstytucyjnej niezbędna jest odpowiedź na pytanie, które dla wyjaśnienia musi być porównane z UZ, nie zostało jeszcze rozwiązane w orzecznictwie lub wymaga ponownego rozpatrzenia, a potrzeba wyjaśnienia problemu wykracza poza indywidualny przypadek skarżącego.

#### Odmowa spowoduje poważny uszczerbek po stronie skarżącego
Nierozpoznanie skargi konstytucyjnej sprawi, że naruszenie praw podstawowych przybierze dla skarżącego niemoralne i przykre skutki prawne. W konsekwencji, gdy ze skargi konstytucyjnej wynika, że naruszenie praw podstawowych ma szczególną wagę lub dotyczy skarżącego w szczególnie uciążliwy sposób, należy według orzecznictwa FTK przyjąć skargę. Tym samym pozostaje przyjąć skargę nawet gdy interwencja ta nie przyniesie istotnych efektów dla rozwoju prawa konstytucyjnego.

## Przesłanki formalne
- Wymóg wyczerpania drogi prawnej – Zasada subsydiarności

Wniesienie skargi konstytucyjnej, według § 90 ust. 2 ustawy o FTK, może nastąpić dopiero po wyczerpaniu drogi prawnej. W tym wypadku mowa tu o postępowaniu administracyjnym i sądowym, przy użyciu których skarżący może doprowadzić do usunięcia naruszeń prawa. Łączy się to z tym, że skargę można wnieść dopiero po wyczerpaniu wszelkich dostępnych środków odwoławczych. Możliwe jest jednak rozpatrzenie skargi z pominięciem tego wymogu, jeśli skarga ma powszechne znaczenie dla ogółu lub jeśli wstrzymanie się z jej rozpoznaniem do czasu wyczerpania drogi prawnej spowodowałoby poważny i nieodwracalny uszczerbek dla skarżącego.
- Termin na wniesienie skargi konstytucyjnej

Termin jest konieczną oraz niezbędną przesłanką pozwalającą na wniesienie skargi konstytucyjnej. Termin uzależniony jest od przedmiotu skargi. W przypadku ustawy, skarga konstytucyjna może być wniesiona w ciągu roku, od wejścia w życie ustawy. W odniesieniu do aktów indywidualnych skarga powinna zostać wniesiona w ciągu miesiąca, od ogłoszenia, doręczenia lub orzeczenia kończącego postępowanie. Sposób obliczania terminu przyjmuje się według zasad prawa cywilnego znajdujących się w § 187 BGB.
- Wymogi formalne

Postępowanie w sprawie skargi konstytucyjnej rozpoczyna wniesienie wniosku, który musi zostać przygotowany prawidłowo. Skargę należy sporządzić w formie pisemnej, w języku niemieckim. Skarga wymaga uzasadnienia.
- Opłata

Złożenie skargi konstytucyjnie nie jest obciążone opłatą. Jednakże gdy Trybunał jej zażąda, a nie zostanie uiszczona, stanowi to przesłankę do odrzucenia skargi. Opłata pełni również funkcje sankcji, w przypadku nadużycia prawa do skargi.
- Przymus adwokacki

Sporządzenie skargi konstytucyjnej nie jest objęte przymusem adwokackim. Działanie pełnomocnika jest obowiązkowe dopiero, jeśli dojdzie do rozprawy.

## Procedura rozpatrywania skarg konstytucyjnych
W postępowaniu rozpatrywania skarg konstytucyjnych można wyodrębnić trzy etapy:

### Wstępne badanie skargi przez aparat urzędniczy
Radcy prezydialni ustalają, czy skarga konstytucyjna spełnia przesłanki dopuszczalności oraz rokuje w świetle orzecznictwa FTK. W przypadku, gdy powyższe warunki nie zostaną spełnione, skarga zostaje wpisana do repetytorium ogólnego. Natomiast gdy zdaniem radców prezydialnych zasługuje na rozpatrzenie wprowadza się ją do repetytorium właściwego senatu.

### Postępowania w ramach izb
Skarga konstytucyjna przekazywana jest do jednej z izb działającej w ramach senatów. W izbie skarga konstytucyjna najpierw jest badana i przygotowywana przez sędziego sprawozdawcę. Następnie izba decyduje o dalszym losie skargi, może odrzucić skargę, rozpatrzyć ją merytorycznie albo przekazać sprawę do właściwego senatu.

### Postępowania w senatach
Ostatnim etapem rozpatrywania skarg konstytucyjnych jest postępowanie w senacie, które dotyczy niewielkiej liczby skarg, obejmujących najważniejsze problemy z punktu widzenia konstytucyjności. Senat najpierw decyduje o przyjęciu skargi, a następnie rozpatruje ją co do meritum. Ustawowe rozpatrywanie skargi konstytucyjnej następuje podczas rozprawy, jednakże w praktyce przeprowadzane są rzadko.